# بریسکو
بریسکو (به فرانسوی: Briscous) یک کمون در فرانسه است که در canton of La Bastide-Clairence واقع شده‌است.

## خصوصیات
بریسکو ۳۱٫۲۹ کیلومترمربع مساحت و ۲٬۶۱۴ نفر جمعیت دارد و ۱۲۰ متر بالاتر از سطح دریا واقع شده‌است.